# 秋山成勲
秋山 成勲（あきやま よしひろ、韓国名：秋 成勲（チュ・ソンフン、ハングル：추성훈）、1975年7月29日 - ）は、韓国の男性総合格闘家。大阪府大阪市生野区出身。HERO'S 2006ライトヘビー級世界王者。血液型O型。
在日韓国人四世として生まれ、後に帰化し日本国籍を取得はしたものの、後年本人は「柔道のために日本国籍を取ったが私は永遠に韓国人」と語っている。ニックネームは反骨の柔道王、セクシヤマ、「ヌルヤマ」（"Sexyama" UFCでのニックネームである）、反骨の柔道鬼。
妻はモデルのSHIHO。娘は子役タレントのサラン。韓国の芸能事務所BONBOOENTに妻と娘と共に所属している。

## 試合での反則行為の指摘

### 柔道
2003年、世界柔道選手権大会の日本代表決定戦となる全日本選抜柔道体重別選手権大会に優勝。しかし、この決勝戦において対戦相手の中村兼三に「柔道着が滑る」と抗議された。
同年10月の世界柔道選手権で2回戦から4回戦の対戦相手であるフランス、モンゴル、トルコの3か国から「柔道着が滑る」という抗議を受けた。なお、1回戦は不戦勝であり、すべての対戦相手から抗議を受けるのは史上初の珍事。国際柔道連盟のチェックでは大きな問題なしとされたが、「疑われるようなことが問題」という山下泰裕理事の指示で柔道着が交換させられた。本人は「洗ったばかりで石鹸が少し残っていた」と弁明。柔道着を交換した後は準決勝、敗者復活戦で2連敗して5位。この世界選手権で優勝すればアテネオリンピックにおける柔道81kg級のオリンピック代表が決まるともされていたが、この後の最終予選を兼ねた全日本選抜柔道体重別選手権大会でも準決勝で敗れて落選した。

### 総合格闘技

#### 身体へのオイル（ワセリン）の塗布
2006年12月31日、K-1 PREMIUM 2006 Dynamite!!で桜庭和志と対戦。タックルから足を取ろうとした桜庭が異常を感じて行った、桜庭の試合中断要求（秋山の足が「滑る」と格闘技戦では異例の「タイム」を要求し、猛アピール）をレフェリーを務めた梅木良則、および秋山は、受け入れずに試合を続行させた。桜庭はその後も数度、足を取ろうと試みるが失敗（その際も桜庭は試合を行いながら「滑る」と抗議のアピール）。秋山はそのままパンチのラッシュからオープンガードの上を取り、桜庭に百発を超えるパウンドのラッシュを続けた。その最中も殴られながら、桜庭は「滑るよ!」「ふざけんなよ！おい！」と繰り返し抗議したが試合は続行された。その後、レフェリーストップ（平直行審判長と前田日明SVの判断）のゴングが鳴り、秋山が勝利。試合後も「全身が滑る」と訴えていた桜庭の抗議を受け、秋山の体をレフェリーがチェックしたとのことだが、実際は秋山の背中を2度、左肩を1度、胸を1度なでた程度だった（つまり上半身しかチェックしていない）。しかも、そのチェックの前に秋山は、Tシャツを着ているセコンドのトレーナーと2度（2度目に抱き合う直前にカメラのアングルが桜庭に変わっている）抱き合い、その次に清原と、がっしりと体をなすりつけるように抱き合っている。結局、桜庭の片足タックルをすり抜けた足、秋山の試合着については一切チェックしなかった。桜庭は既に決着が付き、リングを降りた試合直後も控え室に向かう廊下で「ばっちりオイル塗ってる」「汗の滑りとオイルの滑りの違いくらい判りますよ」と憤慨を隠さず、「信じられんわ。思いっきり抗議しますよ僕は」と強い口調で遺憾の念を表明した（その様子は主催者側が用意していたカメラにも収められている。）。試合後も、お互いを讃え合うこともせず、秋山は桜庭と目も合わせていない疑惑・疑念を残す後味の悪い試合となった。この試合についてイベントプロデューサーの谷川貞治は「最後に試合を止めたのは、レフェリーと前田SVの判断。秋山の体から油らしきものは出なかった。金的（急所への攻撃）やサミングがあったなら試合は止めるべきだが、あれは桜庭の主張なので止めるべきではない。しかし、あんなに桜庭が怒りを露わにするのを見たのは初めてだ」とコメントした。この件に関して秋山は、2007年1月1日の記者会見で「自分はひどい多汗症で、ウォームアップをすると握った手から汗が滴り落ちるほど汗が出る」と弁明、桜庭がとった一連の言動に関しては「（総合格闘技の試合で）対戦相手からタイムを要求されて『よし、分かった』と攻撃を止める選手は誰一人いない」とコメントした。また、試合出場時にはボディーチェックがなされるが、この時はスタッフがイベントの流れをスムーズにするよう指示されていたことや、チェック時に本人がなぜか走ってリングに入ったことから、ほとんどチェックできなかったことが後になって判明した。
2007年1月11日、都内ホテルにおいて、主催者による秋山VS桜庭戦に関する記者会見が行われ、秋山が試合前、全身にアメリカ製のスキンクリームを塗っていた事実が明らかにされた。しかも、成分にワセリンやグリセリンも含まれているものだった。クリームは、秋山が乾燥肌（以前、自身が多汗症だと発言したにもかかわらず）で、それを防ぐために普段から使用しているものとした。秋山は、直接ワセリンやタイオイルを謳った類いのものではないので、塗っても大丈夫という誤解が原因だとし謝罪はしたものの、故意であるとは認めなかった。FEG側も、本人がテレビカメラの前で堂々と塗っていることから、秋山サイドに悪意はなく、過失と判断した。しかし、HERO'Sルールは、試合前に体に何かを塗る事自体を禁止しているため、試合はノーコンテスト（無効試合）、秋山のファイトマネーは全額没収となった。その後1月17日、FEGが主催する大会への無期限出場停止（事実上の永久追放）の追加処分が下された。
また、この件に伴い、試合後のボディチェックで、秋山の体を触り不正物質だと判断できなかったレフェリーを務めた梅木良則審判員ら5名はギャランティ50%没収。試合前のグローブチェックでロゴが無いグローブであることを見逃した審判員2名のギャランティ50%没収。特にグローブ及びボディチェック両面でミスがあった審判員1名は、さらに6カ月間の職務停止処分が課された。 
総合格闘技で身体に何かを塗布する行為は、通常主催者側から厳重な注意・監視がなされており、本来綿密にすべきルールミーティングを怠ったとしてFEG側を糾弾する動きも一部で見られた。
2021年に清原和博とのYouTubeでの対談で、「もしかしたら（有利に働くのでは）というのは、自分の頭の片隅に、やっぱりあったのは事実です」と語り、「桜庭選手に対して自分が100％悪かったです。何も言い訳できません」と謝罪した。

#### 不正グローブ使用疑惑
当該試合において、秋山のオープンフィンガーグローブに異物が入っているような膨らみがあり、手の平の部分にもなんらかの（桜庭および他選手の手のひらにはない）異物が確認できる写真が存在しているとして、「メリケンサックを着用していたのではないか?」との疑惑が一部ネットユーザーの間で囁かれた。2007年1月19日放送のFIGHTING TV サムライにおいて、サブレフェリーを務めた和田良覚は「（メリケンサックの使用は）ないと思う。バンテージチェックが行われ、確認される、そして実際チェックが行われた。」と証言、格闘技ジャーナリストの熊久保英幸は「メリケンサックを付けて殴ったら、まずは頭蓋骨が陥没する。状況から鑑みてまずあり得ない。」との意見を表明した。また、秋山が使用したグローブに、本来あるはずの『EDWIN』のスポンサーロゴが確認できないことも指摘され、合わせて「不正なグローブが使用された」とする疑惑が挙げられた。これに対しては、「ロゴがはがれやすいもの」だったため、ウォーミングアップ中に剥がれ落ちたと判断され、試合後回収されたグローブも試合前に渡したものであり、バンテージにも問題がなかったことが確認されている、と説明。これを受け1月17日、グローブを製作したメーカーであるイサミは公式にFEG、秋山の主張を認める形で原因の検証を行うとし、その後、3月16日にネットを通じ、製造過程に問題があったとするオフィシャルコメントを発表した。

## 来歴

### 出生から柔道家時代まで
大阪府大阪市生野区で在日韓国人4世として生まれる。父親の影響で3歳より柔道を始める。清風高校から近畿大学へ入学。
大学卒業後、韓国へと帰国。釜山の市役所に勤務しながら韓国代表としてオリンピック出場を目指した。しかし、僑胞への差別は激しく、韓国代表となることをあきらめ、2001年9月渡日、日本国籍を取得し秋山成勲に改名する。平成管財へ入社し、柔道81kg級で活動した。
日本に帰化し、釜山アジア大会に出場・優勝した際、韓国のマスコミに対し「柔道のために日本国籍を取りはしたが、私は永遠に韓国人だ。私を声援してくれた同胞たちに感謝する」とインタビューに答え、かえって韓国のマスコミの批判・バッシングを受ける結果となった。
2003年には地元大阪で開催された世界選手権に出場した。2回戦でフランスのセドリク・クラベリを背負投、3回戦でモンゴルのダムディンスレン・ニャムフーを払腰、準々決勝でトルコのイラクリ・ウズナゼを技ありでそれぞれ破るものの、対戦した3選手全員から「柔道衣が滑る」という抗議を受けた。そのため準決勝からは新しい柔道衣に着替えて出場することになった（詳細は後述）。その準決勝ではドイツのフロリアン・ワナーと対戦して、指導でリードしながら終了6秒前に大外巻込で逆転負けを喫すると、3位決定戦でもポーランドのロベルト・クラフチクに効果で敗れて5位に終わった。なお、大会を放映したフジテレビからは「我流JUDOレボリューション」なるキャッチコピーが付けられた。
2004年4月4日、全日本選抜柔道体重別選手権大会（兼アテネオリンピック代表最終選考会）男子81kg級の準決勝で塘内将彦に優勢負けし、アテネオリンピック代表を逃した。この時柔道着が滑っていたかは定かではないが、これがきっかけとなり5月には平成管財を退社、7月には全日本柔道連盟の強化選手指定を辞退した。

### プロ格闘家への転身
2004年7月からフリーのプロ格闘家として活動。
2004年12月31日、総合格闘技デビュー戦となったK-1 PREMIUM 2004 Dynamite!!でフランソワ・"ザ・ホワイトバッファロー"・ボタと対戦し、腕ひしぎ十字固めで一本勝ち。
2005年3月26日、HERO'Sでジェロム・レ・バンナと対戦し、左膝蹴りでKO負け。試合後、「あまりにも体重差がありすぎた。体幹の太さが違う」と振り返った。
2005年10月12日、K-1 WORLD MAX 2005のスペシャルマッチでマイケル・ラーマと対戦し、パウンドでTKO勝ち。
2005年12月31日、K-1 PREMIUM 2005 Dynamite!!でホイス・グレイシーと対戦予定であったが、12月上旬にぎっくり腰およびヘルニアを同時発症し欠場となった。
2005年11月5日、HERO'S 2005 in SEOULに参戦。「韓国軍 vs. 世界連合軍」をテーマに開催された同大会に韓国軍の大将としてメーンに登場し、奥田正勝と対戦。1R、バスターからのパウンドで失神TKO勝ち。なお、フィニッシュとなったパウンドで奥田の前歯を折った。
2006年8月5日、HERO'Sライトヘビー級（-85kg）世界最強王者決定トーナメント1回戦で金泰泳と対戦。腕ひしぎ十字固めで見込み一本勝ちを収めるも、金から「タップしていない」というクレームがついた。試合後、「ファンからのブーイングをもらったのは仕方ない。（腕ひしぎ十字固めを）自分がやっていた時は音がなっていたんで、正しいレフェリングだったと思います。もちろん完全燃焼はしていない」と語った。しかし後日、協議の結果、レフェリングミスが認められ、レフェリーストップまでの判定による判定勝ちに変更された。
2006年10月9日、HERO'Sライトヘビー級世界最強王者決定トーナメント準決勝でケスタティス・スミルノヴァスを右ハイキックからのパウンドでKO勝ち、決勝ではメルヴィン・マヌーフを腕ひしぎ十字固めで一本勝ちを収め優勝を果たした。試合後のマイクアピールで、「チャンピオンになってしまいました。桜庭さん、じっくり治して、大みそか。このHERO'S、柔道最高!」と発言した。
2006年12月31日、K-1 PREMIUM 2006 Dynamite!!のメインイベントで桜庭和志と対戦し、パウンドでTKO勝ち。試合後はセコンドについた清原和博と抱き合い勝利を喜んだ。後日、秋山の悪質な反則行為が発覚し、2007年1月11日付けで試合結果はノーコンテスト扱いとなり、FEG主催大会への無期限出場停止の処分を受けた。（後述）。
2007年10月1日、HERO'Sの記者会見が韓国で開かれ、出場停止処分の解除が発表された。
2007年10月28日、HERO'S KOREA 2007でデニス・カーンと対戦し、右アッパーでKO勝ち。試合後、マイクを持った秋山は韓国語で「いろいろありましたけど、国民一人一人の力によって戻ってこれることができました。我が国、大韓民国、最高!」とアピールし、観客の拍手を浴びた。
2007年12月31日、やれんのか! 大晦日! 2007で三崎和雄と対戦。大会前日に新宿で行われた公開記者会見でも、入場時にも大ブーイングを浴びた。右ストレートで三崎からダウンを奪うも、持ち直した三崎の左フックで倒され、起き上がろうとしたところにサッカーボールキックを受け1R8分12秒KO負け（のちに三崎反則によるノーコンテスト）。三崎は試合後のマイクアピールで「オレはお前を許さない」「お前の心が俺にも届いた」と批判とエールを込めた発言をし、マットに正座をして秋山に礼をした。試合後に直行した病院での検査で、鼻骨骨折と左膝の内側側副靭帯損傷と診断された。なお、桜庭戦以降、秋山のショーツに広告は付いていなかったが、このときはNIKE・週刊TVガイドなどの広告があった。
「やれんのか!」でのフィニッシュとなったキックが4点ポジション時に受けたものだとして、2008年1月9日付けで主催者に抗議文を提出した。1月22日、三崎のキックがルールに抵触していると判断され、試合結果はノーコンテストに変更となった。
2008年2月13日、DREAMの記者会見に参戦予定選手として出席。同会見で流された佐藤大輔作成の煽りVの中では「秋山"SATAN"成勲」と紹介された。DREAMミドル級グランプリに参戦予定であったが、大晦日に骨折した鼻骨をまた骨折し、欠場となった。
2008年4月17日に韓国で発売されたオムニバスアルバム『08恋のソナタ』に歌手として参加し、パク・サンミンの『一つの愛』を収録した。6月7日にはソウル蚕室メイン競技場で開催された「2008ドリームコンサート」に出演した。また、KIAやHITEビールなどのCMに起用されるなど韓国で芸能活動を行っており、日本のマスコミからのインタビューで「韓国のマイケル・ジャクソン」と発言した。
2008年7月21日、DREAM初参戦となったDREAM.5で柴田勝頼と対戦し、袖車絞めで柴田を絞め落とし一本勝ち。この試合が地上波放送の瞬間最高視聴率13.7%を獲得（平均10.0%）。9月23日のDREAM.6では外岡真徳に腕挫十字固で一本勝ちし、試合後のマイクでは「年末、吉田秀彦さんとやりたいです。自分の夢であり、越えなきゃいけない壁だと思っています。そのためにはいろんな方の力が必要です」とアピール。なお、青木真也の対戦要求については「リスペクトされるのは選手冥利に尽きますが、自分は今は吉田先輩しか見えていないです」とコメントし、青木は「自分の都合の良いように解釈されてますね」と苦笑していた。この試合が地上波放送の瞬間最高視聴率13.4%を獲得（平均9.0%）。
2008年12月31日に開催される「Dynamite!! 〜勇気のチカラ2008〜」にはオファーを受けていたものの、「今年の大晦日は辞めておきます」として欠場を表明した。また、秋山が要求するファイトマネーがK-1最高水準に達したことにより、FEGサイドとの関係も悪化。11月をもって契約が切れた。

### UFC
2009年2月24日、UFC公式サイトにて秋山と契約したことが発表された。3月3日には日本で記者会見を開かれUFCと6試合契約をしたことが本人より発表された。翌4日には韓国でも記者会見が開かれた。韓国での会見にて「FEG側には強い相手との対戦を望んだのに、マッチメイクを実現してくれなかった。弱い相手と対決することを望むならDREAMに残っただろう」と批判した。しかし、秋山は自伝にて「総合ルールでジェロム・レ・バンナとのリベンジ戦か、バダ・ハリとの対戦を希望した」と明かしており、K-1ファイターであるバンナとハリは秋山が主戦場とする総合格闘技ルールの経験は浅く、ハリに至っては総合ルールの経験が一度しかなく勝ったことも無いため、客観的に見て強豪とは言えない。また、谷川貞治は格闘技専門誌等で「こちらはミルコ・クロコップや青木真也辺りと対戦してほしいとオファーしたが、秋山くんは自分よりも2階級も下で総合ルールの経験が一度も無い魔裟斗とK-1と総合のMIXルールで対戦したいと言ったり、高額なファイトマネーを要求したり、“強い相手と戦いたいからマッチメイク権を譲渡しろ”などと無理難題な要求をしてきた」と発言している。
2009年3月10日、自身のサイトでSHIHOとの入籍を発表（入籍時期は同年1月）。5月には、東京都渋谷区広尾に自身の道場「クラウド秋山道場」が完成し、5月30日に道場内覧会が行われた。
2009年7月11日、UFCデビュー戦となるUFC 100でアラン・ベルチャーと対戦し、時折右フックを当てるが、ベルチャーのパンチとローキックを受け続ける。結果は2-1の判定勝ちとなったが、僅差の試合内容であったにもかかわらずジャッジの一人の採点が30-27のフルマークで秋山を支持という判定が物議を醸し、UFC代表ダナ・ホワイトを初めとして「ベルチャーの勝ちだった」との声も多く挙がった。この試合はファイト・オブ・ザ・ナイトを受賞しボーナス10万ドルを手にしたが、試合直後にはローキックのダメージで倒れこみ、さらに左目眼窩底と鼻骨を骨折し現地の病院で眼窩底の手術を受けた。
2009年9月1日、クラウド秋山道場がグランドオープンした。10月18日にはSHIHOとの結婚式を挙げた。
2010年7月3日のUFC 116でヴァンダレイ・シウバとの対戦が決定していたがシウバが怪我で欠場し、代役として6月19日に試合をしたばかりでダメージの残っているであろうクリス・リーベンと対戦するも、3R終了間際に三角絞めを極められタップアウト負け。2試合連続のファイト・オブ・ザ・ナイトを受賞した。
2010年10月16日、UFC 120のメインイベントでマイケル・ビスピンと対戦し、0-3の判定負け。3試合連続のファイト・オブ・ザ・ナイトを受賞した。
2011年4月末　クラウド秋山道場閉鎖。
2011年8月6日、UFC 133でビクトー・ベウフォートと対戦し、1R1分52秒でKO負けを喫した。10月24日、長女が誕生。
2012年2月26日、日本で開催されたUFC 144でウェルター級に転向しジェイク・シールズと対戦。反則のケージ掴みを行ない、0-3の判定負け。
2012年5月、UFC 149への出場が決まっていたが、左膝の前十字靭帯を断裂し欠場。膝の手術を行い、ここから2年4ヶ月の長期離脱となった。
2014年9月20日 UFC Fight Night: Hunt vs. Nelsonで2年7ヶ月ぶりの試合を行い、アミール・サダローと対戦し、3-0の判定勝ち。
2015年11月28日、韓国で開催されたUFC Fight Night: Henderson vs. Masvidalでアルベルト・ミナと対戦し、1-2の判定負け。
足や膝の怪我などにより試合を行うことができず、3年7ヶ月、格闘技の試合から遠ざかった。

### ONE Championship
2019年6月15日、ONE Championship: Legendary Questでアギラン・ターニと3年7カ月ぶりに試合を行い、0-3の判定負けを喫した。
2020年2月28日、ONE Championship: King of the Jungleでシェリフ・モハメド対戦し、1R3分4秒に右フックによりKO勝ちを収めた。 
2022年3月26日、ONE Championship: ONE Xで青木真也とライト級契約で対戦。1Rに青木にスタンドバックの体制から足で4の字ロックを組まれてチョークを狙われるも耐え続け、2Rに右ストレートを当て動きの落ちた青木にパンチを連打、崩れたところを更にパウンドで追撃し、TKO勝ちを収めた。試合後、ファイトボーナス5万ドルを獲得した。 
2024年1月28日、ONE 165で現役のプロキックボクサーおよびプロボクサーで元GLORY世界ウェルター級王者のニキー・ホルツケンと3分3Rのミックスルール（1R:ボクシングルール、2R:ムエタイルール、3R:総合格闘技ルール）で対戦するも、1RにKO負けを喫した。

### タレント活動
秋山はプロ格闘家への転身の前後から、同時並行して芸能活動を開始。特に韓国国内では複数の企業のCMに出演するなど高い人気を持ち、2012年には「SBS芸能大賞」ベストエンターテイナー賞を受賞した。
日本では『とんねるずのみなさんのおかげでした』（フジテレビ系）で「前略・道の駅より」コーナーの準レギュラーとなっているが、毎回何らかの形で商品を破損させ弁償する羽目に陥るため、同番組では「弁償王」の異名を受けるに至っている。

## 人物
- 復帰後の韓国大会で勝利した後のリングインタビューで「韓国に帰ってくることができました」といった趣旨の発言や、「わが大韓民国最高」などと発言した。秋山は以前から「柔道をするために日本国籍を取得した」と発言するなど、韓国を祖国とした発言をすることが多い。日本に帰化したことを在日韓国人の父親に対して負い目と感じているため、子供の名前は韓国式にしている[42]。
- 桜庭戦での反則行為による謹慎中に雑誌フライデー2007年3月16日号で、ファッションモデルSHIHOとの交際が報道され、2人はその後、2009年に入籍した。2011年に生まれた長女のチュ・サランは韓国国内で子役タレントとして活動しており、2014年1月には韓国フレッシュ・デルモンテや韓国・大熊薬品のCMに単独で起用されるなど、韓国内で高い人気を得ている[43][44]。

## エピソード
- 2008年2月から3月にかけ、秋山のマネジメント会社の副社長が、秋山のファイトマネーを1,355万円に亘り着服していたことが明らかになり、大阪府警南署に業務上横領容疑で逮捕された[45]。

## 戦績

### プロ総合格闘技
| 総合格闘技 戦績 | 総合格闘技 戦績 | 総合格闘技 戦績 | 総合格闘技 戦績 | 総合格闘技 戦績 | 総合格闘技 戦績 | 総合格闘技 戦績 |
| --------------- | --------------- | --------------- | --------------- | --------------- | --------------- | --------------- |
| 25 試合         | (T)KO           | 一本            | 判定            | その他          | 引き分け        | 無効試合        |
| 16 勝           | 7               | 7               | 2               | 0               | 0               | 2               |
| 7 敗            | 2               | 1               | 4               | 0               | 0               | 2               |

| 勝敗 | 対戦相手                                     | 試合結果                                 | 大会名 | 開催年月日     |
| ○    | 青木真也                                     | 2R 1:50 TKO（パウンド）                  | ONE Championship: ONE X                                                                                       | 2022年3月26日  |
| ○    | シェリフ・モハメド                           | 1R 3:04 KO（右フック）                   | ONE Championship: King of the Jungle                                                                          | 2020年2月28日  |
| ×    | アギラン・ターニ                             | 5分3R終了 判定0-3                        | ONE Championship: Legendary Quest                                                                             | 2019年6月15日  |
| ×    | アルベルト・ミナ                             | 5分3R終了 判定1-2                        | UFC Fight Night: Henderson vs. Masvidal                                                                       | 2015年11月28日 |
| ○    | アミール・サダロー                           | 5分3R終了 判定3-0                        | UFC Fight Night: Hunt vs. Nelson                                                                              | 2014年9月20日  |
| ×    | ジェイク・シールズ                           | 5分3R終了 判定0-3                        | UFC 144: Edgar vs. Henderson                                                                                  | 2012年2月26日  |
| ×    | ビクトー・ベウフォート                       | 1R 1:52 KO（左ストレート→パウンド）      | UFC 133: Evans vs Ortiz                                                                                       | 2011年8月6日   |
| ×    | マイケル・ビスピン                           | 5分3R終了 判定0-3                        | UFC 120: Bisping vs. Akiyama                                                                                  | 2010年10月16日 |
| ×    | クリス・リーベン                             | 3R 4:40 三角絞め                         | UFC 116: Lesnar vs. Carwin                                                                                    | 2010年7月3日   |
| ○    | アラン・ベルチャー                           | 5分3R終了 判定2-1                        | UFC 100 | 2009年7月11日  |
| ○    | 外岡真徳                                     | 1R 6:26 腕ひしぎ十字固め                 | DREAM.6 ミドル級グランプリ2008 決勝戦                                                                         | 2008年9月23日  |
| ○    | 柴田勝頼                                     | 1R 6:34 袖車絞め                         | DREAM.5 ライト級グランプリ2008 決勝戦                                                                         | 2008年7月21日  |
| －   | 三崎和雄                                     | 1R 8:12 ノーコンテスト（三崎の反則行為） | やれんのか! 大晦日! 2007                                                                                      | 2007年12月31日 |
| ○    | デニス・カーン                               | 1R 4:45 KO（右アッパー）                 | HERO'S KOREA 2007                                                                                             | 2007年10月28日 |
| －   | 桜庭和志                                     | ノーコンテスト（秋山の反則行為）         | K-1 PREMIUM 2006 Dynamite!!                                                                                   | 2006年12月31日 |
| ○    | メルヴィン・マヌーフ                         | 1R 1:58 腕ひしぎ十字固め                 | HERO'S 2006 ミドル&ライトヘビー級世界最強王者決定トーナメント決勝戦 【ライトヘビー級トーナメント 決勝】       | 2006年10月9日  |
| ○    | ケスタティス・スミルノヴァス                 | 1R 3:01 KO（右ハイキック→パウンド）      | HERO'S 2006 ミドル&ライトヘビー級世界最強王者決定トーナメント決勝戦 【ライトヘビー級トーナメント 準決勝】     | 2006年10月9日  |
| ○    | 金泰泳                                       | 1R 2:01 判定3-0                          | HERO'S 2006 ミドル&ライトヘビー級世界最強王者決定トーナメント準々決勝 【ライトヘビー級トーナメント 準々決勝】 | 2006年8月5日   |
| ○    | 永田克彦                                     | 2R 2:25 KO（右後ろ回し蹴り）             | HERO'S 2006 ミドル級世界最強王者決定トーナメント開幕戦                                                        | 2006年5月3日   |
| ○    | 石澤常光                                     | 2R 1:41 袖車絞め                         | HERO'S 2006                                                                                                   | 2006年3月15日  |
| ○    | 奥田正勝                                     | 1R 3:31 TKO（パウンド）                  | HERO'S 2005 in SEOUL                                                                                          | 2005年11月5日  |
| ○    | マイケル・ラーマ                             | 1R 2:47 TKO（パウンド）                  | K-1 WORLD MAX 2005 〜世界王者対抗戦〜                                                                         | 2005年10月12日 |
| ○    | カール・"トゥームストーン"・トゥーミィ       | 1R 0:59 腕ひしぎ十字固め                 | HERO'S 2005 ミドル級世界最強王者決定トーナメント開幕戦                                                        | 2005年7月6日   |
| ×    | ジェロム・レ・バンナ                         | 1R 2:24 KO（左膝蹴り）                   | HERO'S | 2005年3月26日  |
| ○    | フランソワ・"ザ・ホワイトバッファロー"・ボタ | 1R 1:54 腕ひしぎ十字固め                 | K-1 PREMIUM 2004 Dynamite!!                                                                                   | 2004年12月31日 |

### ミックスルール
| 勝敗 | 対戦相手           | 試合結果   | 大会名                                                                                            | 開催年月日    |
| ×    | ニキー・ホルツケン | 1R 1:42 KO | ONE 165: Superlek vs. Takeru 【特別ルール（1R ボクシングルール/2R ムエタイルール/3R MMAルール）】 | 2024年1月28日 |

## 獲得タイトル

### 柔道
- 1996年 全日本選抜柔道体重別学生選手権大会 2位
- 1999年 USオープン柔道大会81kg級 優勝
- 1999年 韓国国際柔道大会81kg級 3位
- 2000年 韓国国際柔道大会81kg級 優勝
- 2001年 アジア柔道選手権大会81kg級 優勝
- 2001年 東アジア大会柔道81kg級 優勝
- 2001年 全日本実業柔道個人選手権大会81kg級 優勝
- 2001年 講道館杯全日本柔道体重別選手権大会81kg級 優勝
- 2002年 日本国際柔道大会81kg級 優勝
- 2002年 パリ国際柔道大会81kg級 優勝
- 2002年 アジア大会柔道81kg級 優勝
- 2003年 全日本選抜柔道体重別選手権大会81kg級 優勝

### 総合格闘技
- HERO'S 2006ライトヘビー級世界最強王者決定トーナメント 優勝（2006年）

## 表彰
- UFC ファイト・オブ・ザ・ナイト（3回）

## 出演

### テレビドラマ
- マジすか学園2（2011年、テレビ東京）※写真のみ
- ダブルス〜二人の刑事 第1話（2013年4月18日、テレビ朝日）吉永武史 役
- シークレット・ファミリー 第5話、第6話（2023年4月17日、tvN）ク・インボ 役

### 映画
- スリリングな日常「あさのはなし」（2016年） - 主演・父 役[46]
- オペレーション・クロマイト（2016年、韓国映画） - ペク・サン 役
- 唐人街探偵 東京MISSION（原題：唐人街探案3）（2021年 中国映画） - 東南アジア商会・ボッチャイ 役

### バラエティ
- とんねるずのみなさんのおかげでした（フジテレビ）前略、道の駅より コーナーレギュラー
- ジャングルの法則inアマゾン（SBS、2012年 - 2013年3月）
- スーパーマンが帰ってきた（KBS、2013年11月 - ）
- 三食ごはん漁村編(TvN、2016年3月 - )

## 書籍
- 秋山――秋山成勲写真集（2006年12月、東京ニュース通信社）
- ふたつの魂 HEEL or HERO（2009年4月、ベストセラーズ社）